# Десантно-штурмовые войска Республики Казахстан
Десантно-штурмовые войска Казахстана (каз. Қазақстан Республикасының қарулы күштерінiң Десанттық-шабуылдау әскерлері) — отдельный род войск Вооружённых сил Казахстана.
Является резервом Верховного Главнокомандующего и предназначен выполнять задачи как в боевых порядках, так и в отрыве от главных сил, в том числе и в тылу противника.

## История

### Советское наследие
На позднем этапе существования СССР, на территории Казахской ССР дислоцировалась только одна парашютная часть — 57-я отдельная десантно-штурмовая бригада, дислоцированная в пгт. Актогай Семипалатинской области. Данная бригада являлась кадрированной (неполного штата) и была создана в 1979 году. До августа 1990 года, десантно-штурмовые формирования входили в состав Сухопутных войск, а не Воздушно-десантных войск.

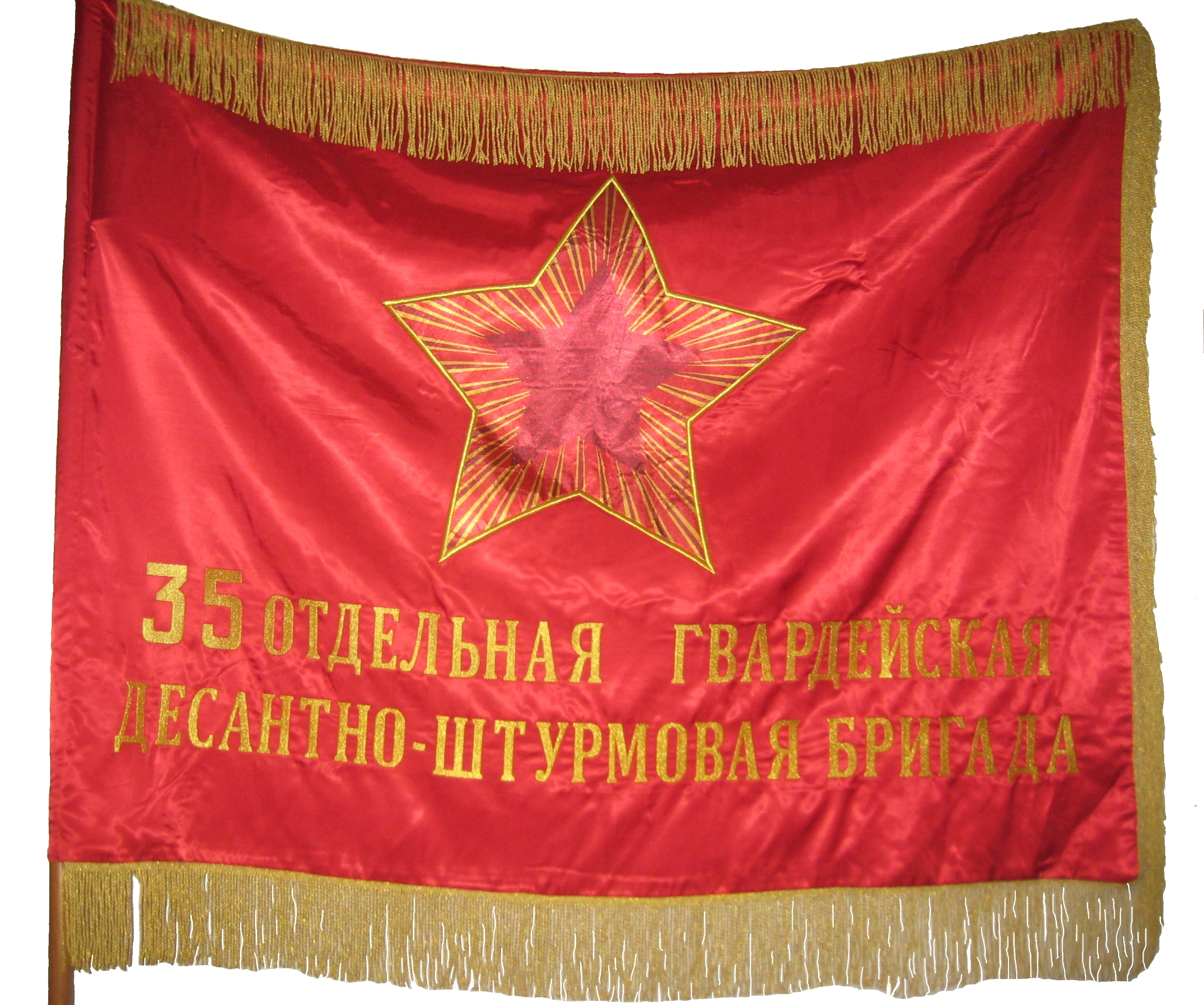
Советское Боевое Знамя 35-й отдельной гвардейской десантно-штурмовой бригады

В 1988 году с территории Афганистана была выведена 56-я отдельная гвардейская десантно-штурмовая бригада, которая обрела новое место дислокации в городе Иолотань Туркменской ССР. В последовавшем 1989 году, в ходе реформы по упразднению некоторых военных округов, Среднеазиатский военный округ был расформирован и включён в состав Туркестанского военного округа. Поскольку по советским военным нормам, в составе военного округа имевшего выход к государственной границе, предполагалось наличие только одной десантно-штурмовой бригады, была оставлена 56-я бригада, как участвовавшая в Афганской войне, а 57-я десантно-штурмовая бригада была расформирована в 1990 году. С этого момента на территории Казахской ССР не оказалось ни одной воздушно-десантной части.
В 1991 году, незадолго до распада СССР, на территорию Казахской ССР в город Капчагай Алматинской области, из состава Группы советских войск в Германии, была передислоцирована 35-я отдельная гвардейская десантно-штурмовая бригада. На новом месте дислокации бригада получила условное наименование — в/ч 32363. Выбор передислокации определялся планами военного руководства страны по повторному созданию расформированной в 1979 году 105-й гвардейской воздушно-десантной дивизии, ориентированной на ведение боевых действий в горно-пустынной местности. 35-я бригада имела непосредственное отношение к 105-й дивизии, так как была создана на основе 111-го парашютно-десантного полка этой дивизии в ноябре 1979 года. А в гарнизоне Капчагая был дислоцирован 546-й отдельный полк специального назначения (создан из остатков 22-й отдельной бригады специального назначения убывшей в Афганистан в 1984 году), чья материальная база позволяла осуществлять воздушно-десантную подготовку. Согласно планам воссоздания 105-й дивизии, 35-я бригада должна была подвергнутся обратному переформированию в 111-й парашютно-десантный полк. На время повторного создания 105-й воздушно-десантной дивизии, 35-я отдельная десантно-штурмовая бригада была переименована в 35-ю отдельную воздушно-десантную бригаду и заняла военный городок 546-го полка, который был переформирован в 524-ю отдельную роту специального назначения 40-й армии и был передислоцирован в другой военный городок Капчагайского гарнизона.
Последовавший распад СССР прервал планы по повторному созданию 105-й воздушно-десантной дивизии, поскольку воинские части, которые планировались включить в её состав оказались на территории трёх независимых государств (Узбекистан, Туркменистан и Казахстан).
При разделе Вооружённых сил СССР, согласно российско-казахстанским договорённостям заключённым в Алма-Ате 7 мая 1992 года, 35-я отдельная гвардейская воздушно-десантная бригада в полном составе отошла под юрисдикцию Казахстана, с возвратом старого наименования — 35-я отдельная гвардейская десантно-штурмовая бригада.

### 35-я бригада в казахстанской армии. 1992—2000

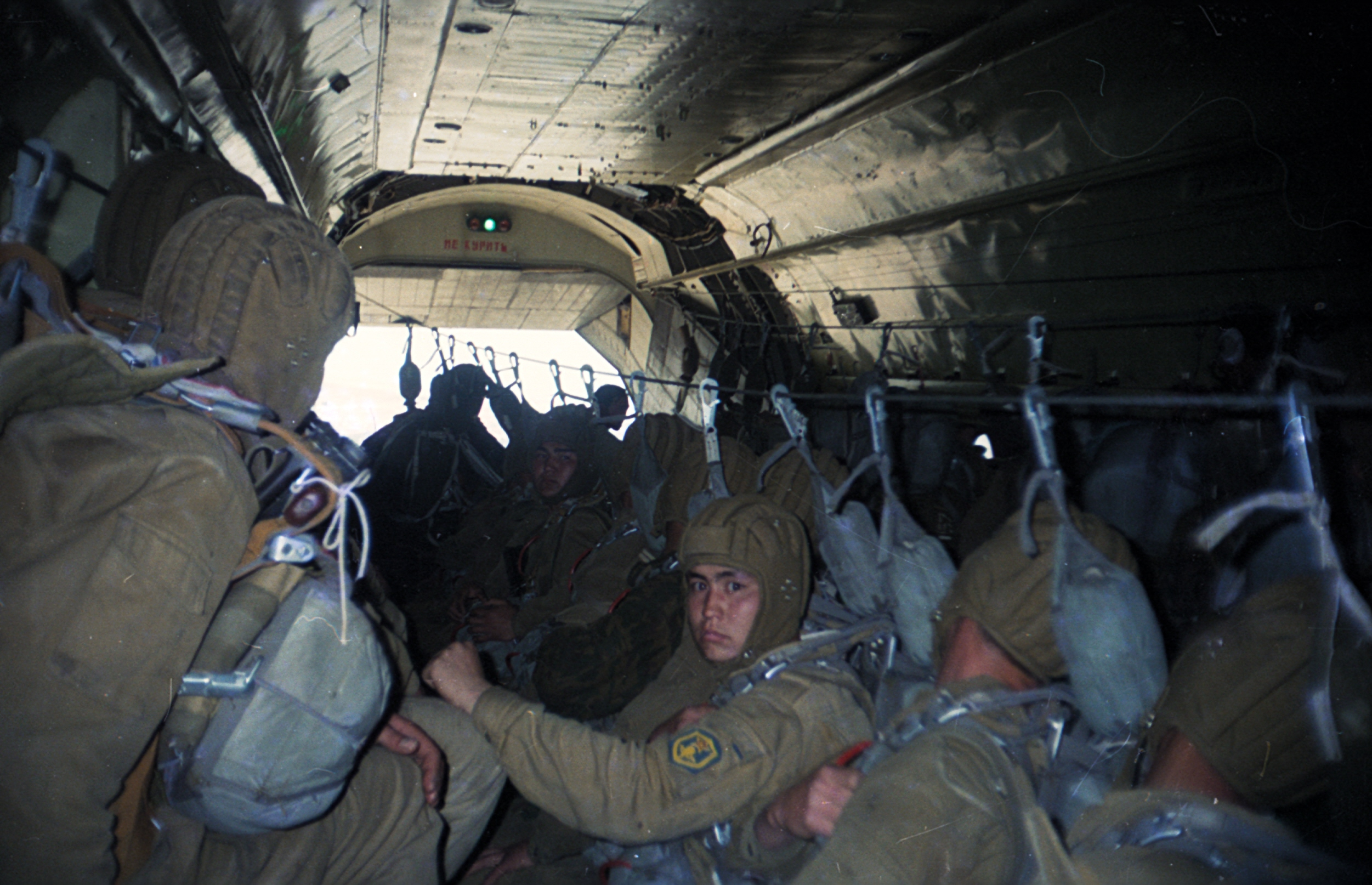
Грузовая кабина самолёта Ан-12. Бойцы 35-й бригады готовятся к парашютному десантированию в окрестностях г.Капчагай. Май, 1996 год

Поскольку в только что образованной казахстанской армии, не предполагалось выделять единственную парашютную часть в отдельный род войск, 35-я десантно-штурмовая бригада была включена в состав Сухопутных войск ВС РК, которые были созданы 9 апреля 1993 года. Вся боевая подготовка в 35-й бригаде продолжалась вестись по советским методикам принятым для Десантно-штурмовых формирований Сухопутных войск ВС СССР.
В связи с оттоком офицеров и прапорщиков славянских национальностей и недостаточного финансирования из-за общего экономического спада в государствах СНГ, во вновь созданных ВС РК наступил кадровый кризис. По всем армейским частям проходили реформы по сокращению штатов подразделений. Нехватка офицерского состава вынудила военное руководство провести кадрирование практически во всех боеспособных частях. В 35-й бригаде к 1994-му были расформированы 4-й десантно-штурмовой батальон и разведывательная рота, сокращены штаты артиллерийского дивизиона, в каждом десантно-штурмовом батальоне были кадрированы по одной парашютно-десантной роте и расформированы миномётные батареи. К лету 1995 года личный состав бригады составил около 1500 человек.
11 августа 2000 года 35-я бригада вошла в состав войск Южного военного округа ВС РК.

### Создание рода войск

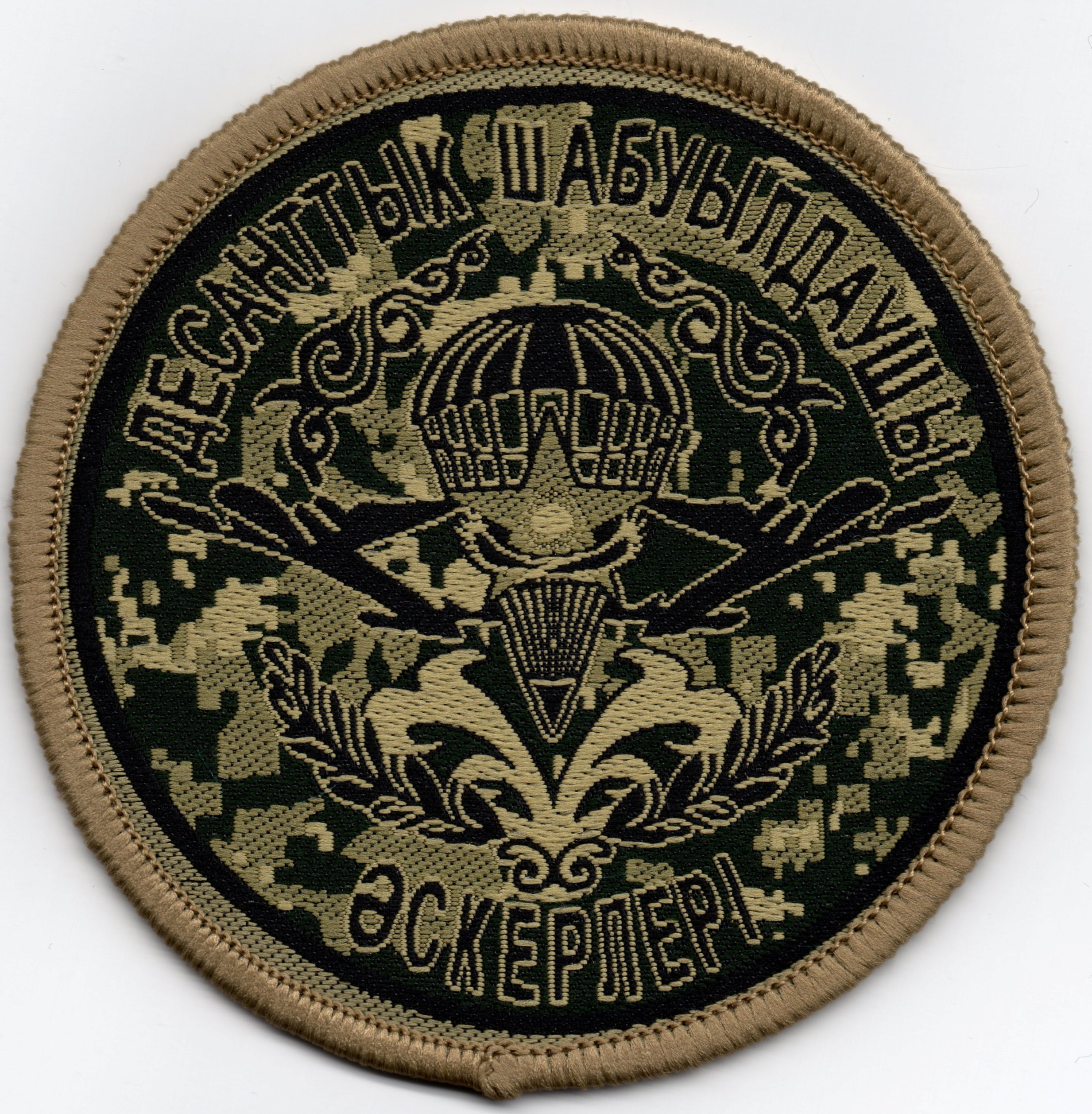
Нарукавный знак Десантно-штурмовых Войск ВС РК для полевой формы

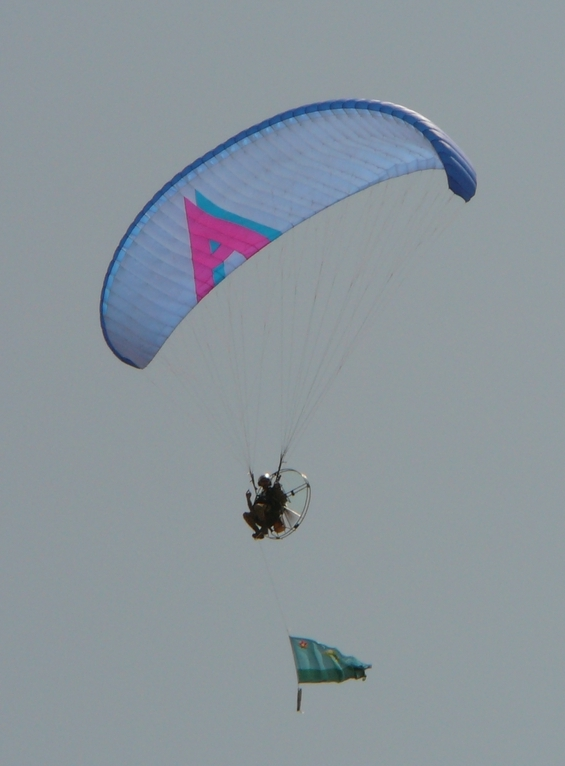
Показательный полёт на парамоторе, совершаемый военнослужащим 35-й бригады. Август, 2009 год

6 июля 2000 года вышел указом Президента Казахстана №417 «О Структуре Вооружённых Сил Республики Казахстан», согласно которому был создан новый род войск — Мобильные Силы ВС РК.
1 февраля 2001 года 35-я бригада выведена из состава войск Южного военного округа и включена в состав Мобильных Сил ВС РК. Первоначально 35-я бригада и представляла собой род войск.
12 ноября 2003 года, на основании директивы министра обороны Республики Казахстан, Мобильные Силы переименованы в Аэромобильные Войска. Но днём основания Аэромобильных Войск ВС РК принято считать 6 июля 2000 года.
С весны по осень 2003 года, начались организационно-штатные мероприятия по созданию новых десантно-штурмовых бригад Аэромобильных войск. Все они получили общевоинские номера в порядке следования за 35-й бригадой. Основой для их создания послужили мотострелковые части сухопутных войск. В течение 2003 года были созданы следующие десантно-штурмовые формирования:
- 36-я отдельная десантно-штурмовая бригада (в/ч 68665) — г. Астана. Создана переформированием 2-й мотострелковой бригады, которая в свою очередь была создана на базе частей бывшей 203-й мотострелковой дивизии, дислоцированной в Караганде. По другим сведениям основой для создания бригады послужил 429-й отдельный отряд специального назначения «Калкан» (в/ч 43663), дислоцированный в н.п.Вячеславка[11][12];
- 37-я отдельная десантно-штурмовая бригада (в/ч 18404) — г. Талдыкорган, на тот момент Алматинской области, ныне Жетысуйская область. Создана переформированием 517-го мотострелкового полка 68-й мотострелковой дивизии;
- 38-я отдельная десантно-штурмовая бригада (в/ч 61993) — г. Алма-Ата. Создана переформированием 46-й мотострелковой бригады, которая в свою очередь была создана в 1997 году на базе 385-го мотострелкового полка 68-й мотострелковой дивизии;
- 4-й отдельный разведывательный батальон (в/ч 48386) — г. Талдыкорган. Бывший 106-й отдельный разведывательный батальон 68-й мотострелковой дивизии;
- 4-й отдельный инженерно-сапёрный батальон (в/ч 89427) — село Сарыозек, Кербулакского района Алматинской области. Бывший 227-й отдельный инженерно-сапёрный батальон 68-й мотострелковой дивизии;
- 4-й отдельный батальон связи (в/ч 77035) — село Сарыозек, Кербулакского района Алматинской области. Бывший 549-й отдельный батальон связи 68-й мотострелковой дивизии.

В связи с основным сосредоточением десантно-штурмовых войск в Алматинской области, местом дислокации Управления командующего Аэромобильными войсками Сухопутных войск Вооруженных Сил Республики Казахстан, был определён город Алма-Ата. Управление расположилось рядом со штабом Военно-воздушных сил.
В июле 2017 года, приказом министра обороны Казахстана, Аэромобильные войска были переименованы в Десантно-штурмовые войска.

### Вооружение, штатная структура, обеспечение

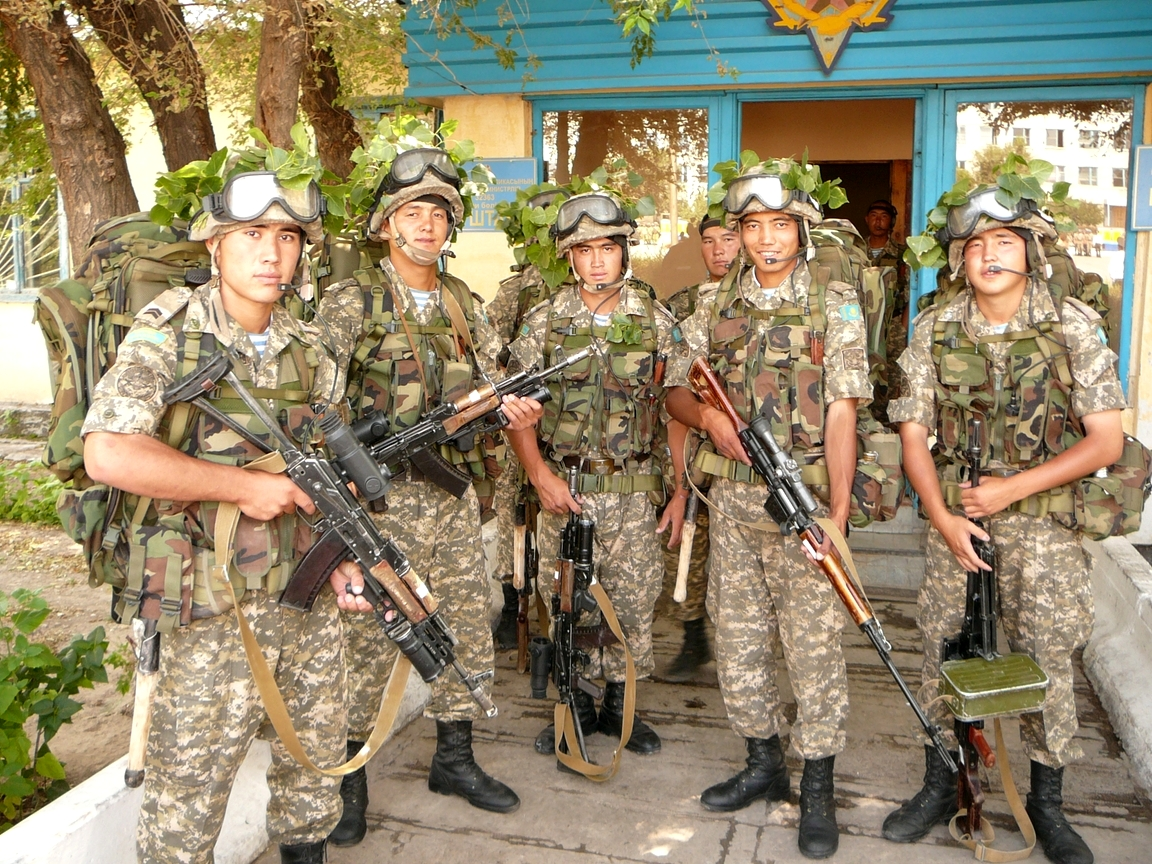
Бойцы срочной службы 35-й бригады в полевой экипировке. Август, 2009 год

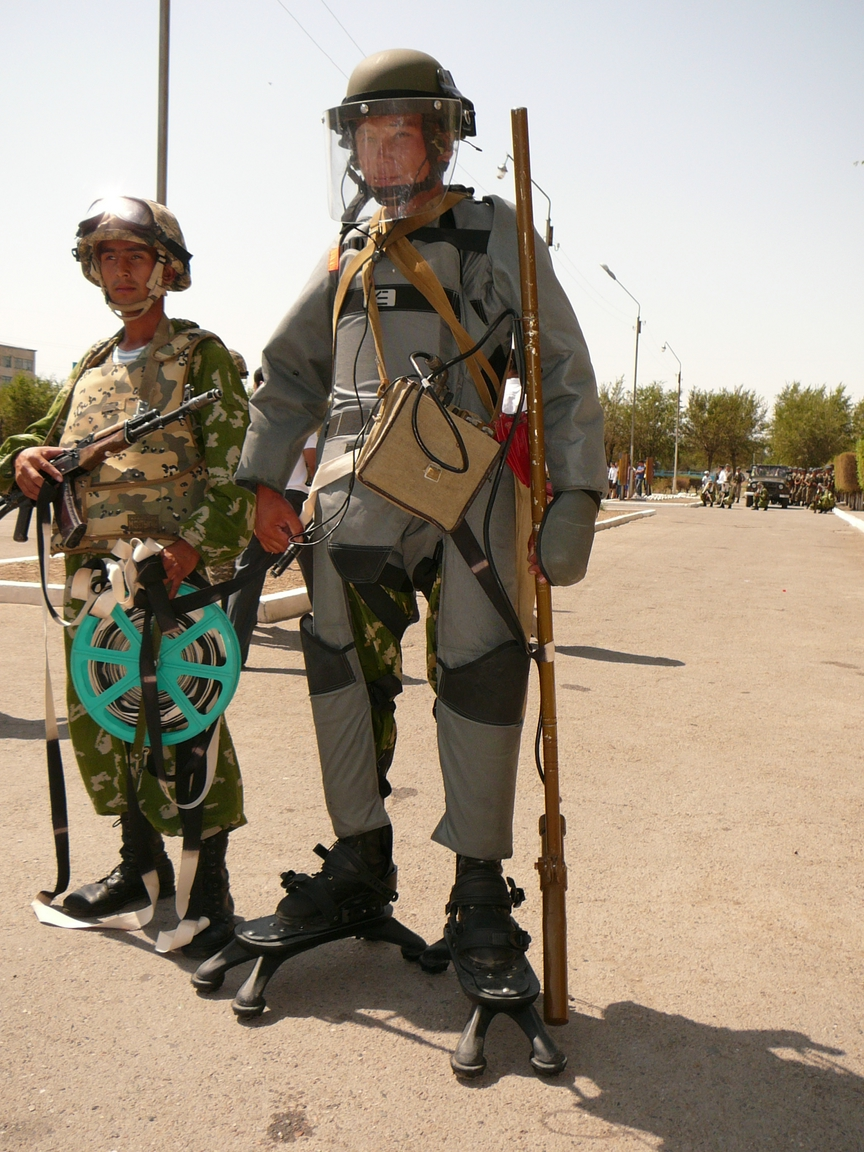
Бойцы инженерно-сапёрной роты 35-й бригады. Август, 2009 год

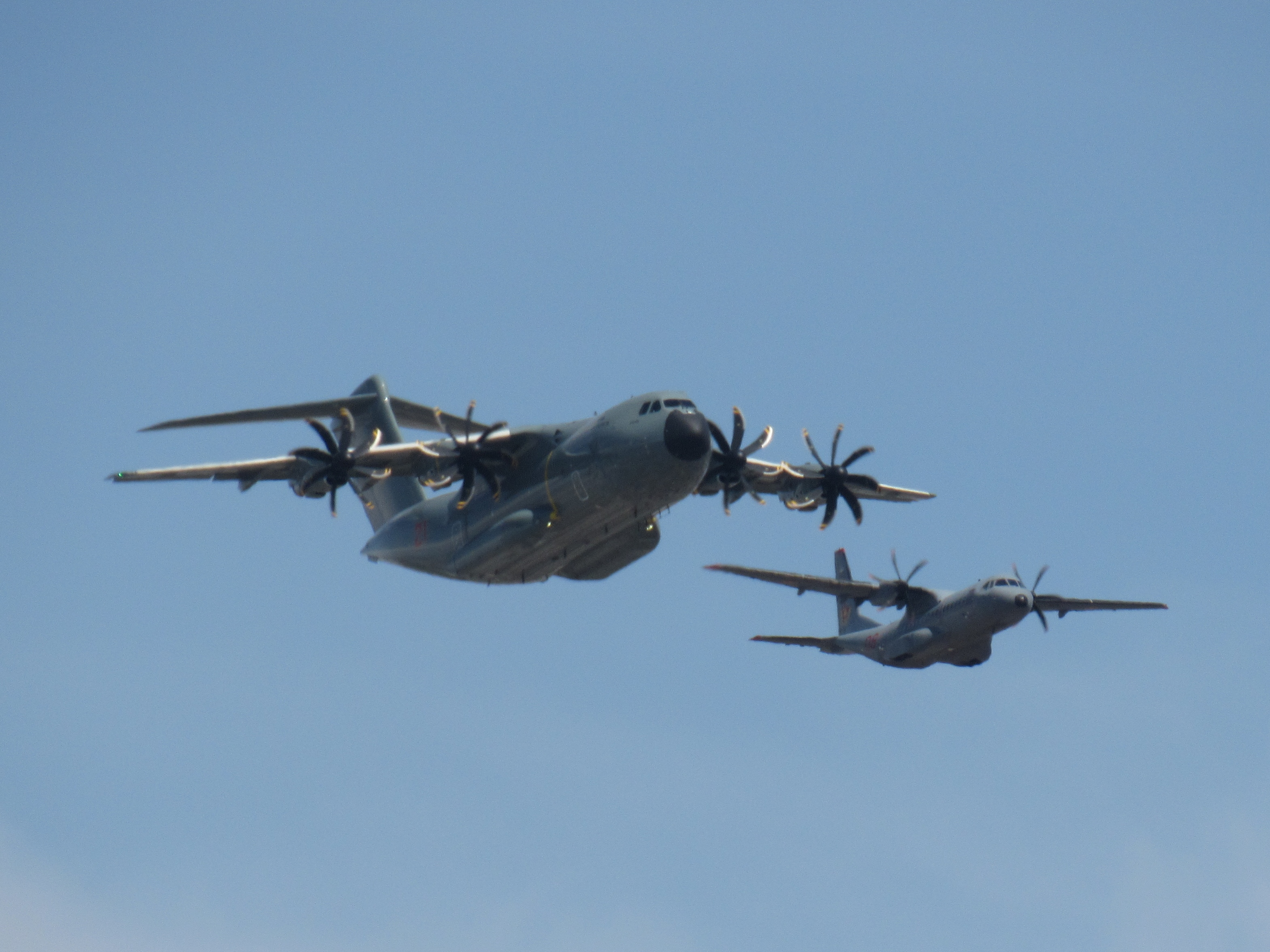
Военно-транспортные самолёты — тяжёлый Airbus A400M и средний CASA C-295 Сил воздушной обороны Вооружённых сил Республики Казахстан, также используемые для воздушно-десантной подготовки Десантно-штурмовых войск.
Астана. Май 2025 года

Созданные десантно-штурмовые бригады, изначально получили вооружение штатное для мотострелковых частей и имели следующую организацию:
- Штаб и управление бригады;
- 3 десантно-штурмовых батальона на БТР-80/БМП-1/БМП-2;
- артиллерийский дивизион на 2С1 и Д-30А;
- танковая рота на Т-72;
- зенитная ракетно-артиллерийская батарея;
- противотанковая батарея на ПТРК и МТ-12;
- реактивная артиллерийская батарея на БМ-21;
- разведывательная рота;
- инженерно-сапёрная рота;
- рота химической защиты;
- рота связи;
- рота десантного обеспечения;
- рота материального обеспечения;
- медицинская рота;
- ремонтная рота;
- оркестр;
- комендантский взвод.

Некоторым отличием в вооружении выделялась 36-я десантно-штурмовая бригада, для которой в порядке эксперимента, в феврале 2012 года было приобретено 17 единиц бронетранспортёров Otokar Cobra турецкого производства.
Также 36-я десантно-штурмовая бригада стала первой войсковой частью в армиях стран СНГ, на вооружение которой в феврале 2012 года поступили БТР-82А с пушечным вооружением (Казахстан принял на вооружение БТР-82А на год раньше России).
На вооружение некоторых бригад начиная с 2016 года, поступают бронетранспортёры «Арлан» казахстанского производства, которые являются лицензионной копией БТР Мародёр разработки южно-африканской компании Paramount Group.
По сути единственным отличием десантно-штурмовых бригад от механизированных (мотострелковых) бригад казахстанской армии, была и является обязательная воздушно-десантная подготовка военнослужащих с совершением прыжков с парашютами. Преимущественно парашютные прыжки совершались с вертолётов Ми-8/Ми-17, и с Ан-12 (последний борт был списан в 2022 году). Авиадесантной техники на вооружении десантно-штурмовых войск не имелось.
В качестве основных парашютных систем для десантирования личного состава, в десантно-штурмовых войсках использовались проверенные временем советские системы Д-6-4 и Д-1-5у. Начиная с 2014 года были приобретены и освоены в войсках такие специальные парашютные системы как «Беркут-2», «Мальва-Аксиома».
Начиная с 2012 года, для переброски десантно-штурмовых войск по воздуху, а также для парашютного десантирования, Казахстаном приобретались средние военно-транспортные самолёты C-295 испанского производства. Количество С-295 на 2023 год достигло 10 единиц. Все они сведены в 281-ю отдельную авиационную эскадрилью Сил воздушной обороны Казахстана. Данные машины активно используются для учебных парашютной выброски как экипированных бойцов, так и грузов весом до 500 килограммов на платформе ПГС-500
В декабре 2024 года на вооружение ВС РК поступил первый из двух заказанных тяжёлых военно-транспортных самолётов Airbus A400M, грузоподъёмностью до 37 тонн, который планируется использовать как для парашютной выброски бойцов десантно-штурмовых войск, так и для парашютной выброски боевой техники типа БКМ Арлан.

### Повышение статуса рода войск
В апреле 2022 года вышел указ Президента Казахстана, согласно которому десантно-штурмовые войска были выведены из состава Сухопутных войск и обрели статус отдельного рода войск. Десантно-штурмовые войска стали резервом Верховного главнокомандующего.

### Участие в боевых и миротворческих действиях

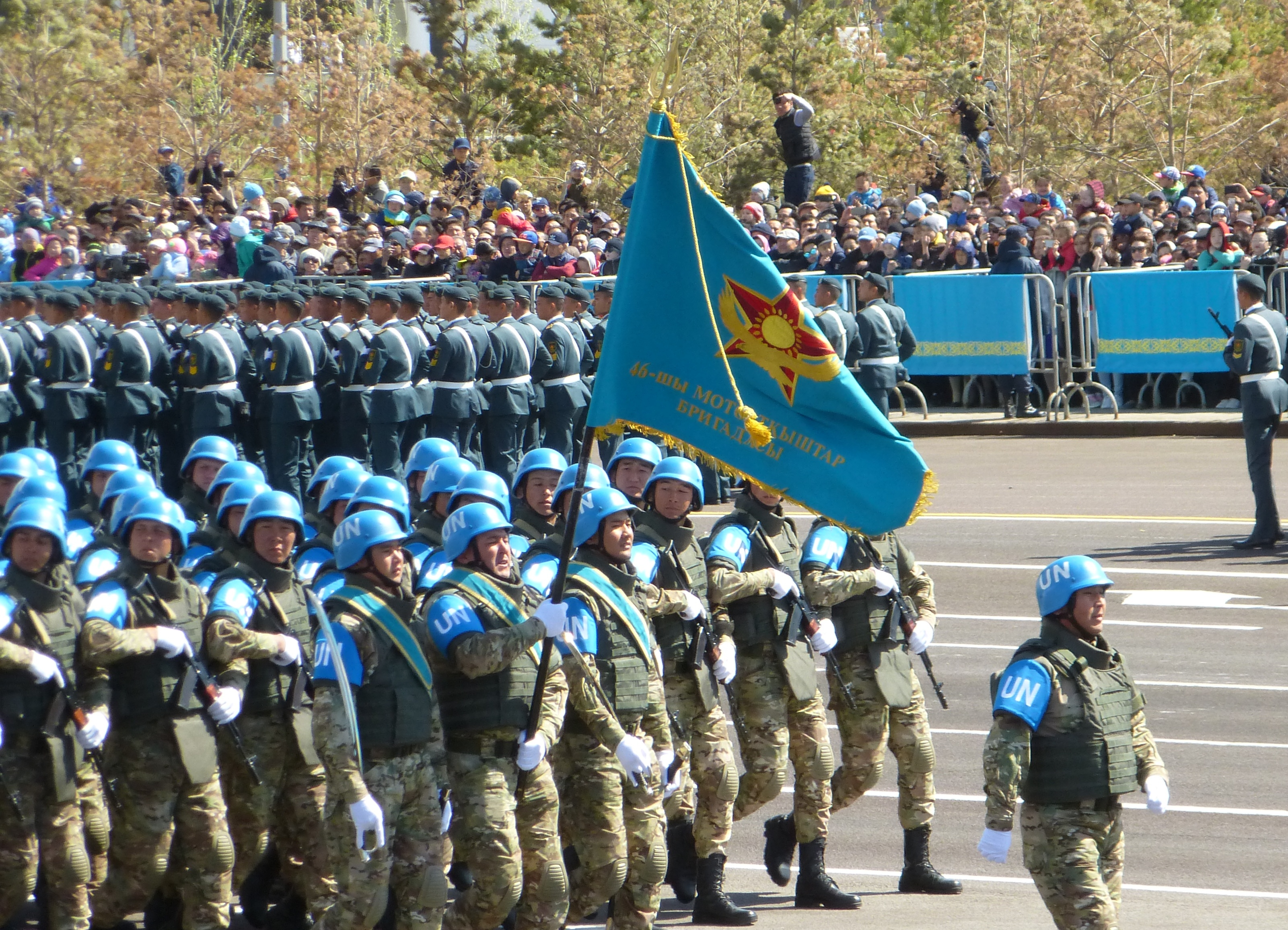
Парадная коробка 38-й отдельной десантно-штурмовой бригады («Казбриг») с боевым знаменем предшественника данного формирования — 46-й мотострелковой бригады. (46-ші мотоатқыштар бригадасы)
Астана. Май, 2017 год

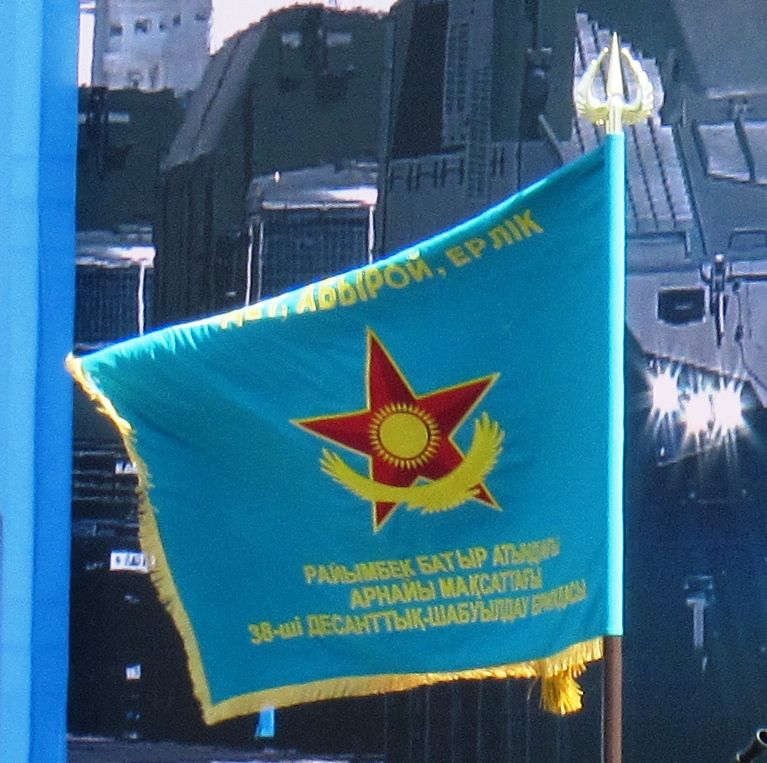
Боевое знамя 38-й десантно-штурмовой бригады («Казбриг»). Астана. Май, 2025 год

Формально десантно-штурмовые войска не участвовали в боевых действиях.
С сентября 1992 по январь 1993 годов, в разгар Гражданской войны в Таджикистане, сводный батальон от 35-й десантно-штурмовой бригады участвовал в усилении российских пограничных войск, задействованных в охране таджико-афганской границы в Горном Бадахшане, на участке Московского и Пянджского пограничных отрядов. В апреле 1993 года был создан отдельный сводный стрелковый батальон, в состав которой вошли по одной роте от 35-й десантно-штурмовой бригады, Внутренних войск МВД РК и Пограничных войск КНБ РК. Данный батальон осуществлял усиление российских пограничников на участке Калай-Хумбского и Хорогского пограничных отрядов. От 35-й бригады сводная рота в порядке трёхмесячной ротации, отправлялась до июля 1994 года, после чего роту десантников заменили на сводную роту мотострелков от 68-й мотострелковой дивизии. В ходе охраны таджико-афганской границы, бойцы 35-й бригады неоднократно вступали в перестрелки как с боевиками таджикской оппозиции, так и с афганскими боевиками, и понесли потери как ранеными, так и пропавшими без вести.
В 2002 году на базе 3-го батальона 35-й десантно-штурмовой бригады, из числа военнослужащих контрактной службы, был создан Казахстанский миротворческий батальон («Казбат» или в/ч 28079), который предполагалось использовать в миротворческих действиях под эгидой ООН.
При создании новых бригад в 2003 году, в состав аэромобильных войск вошёл 4-й отдельный инженерно-сапёрный батальон (в/ч 89427), который был передислоцирован из села Сарыозек Кербулакского района в г. Капчагай. Данная часть являлась бывшим 227-м отдельным инженерно-сапёрным батальоном 68-й мотострелковой дивизии. Когда в 2003 году на базе 35-й бригады проводилось формирование миротворческого батальона «Казбат», данный инженерно-сапёрный батальон был переформирован в отдельный инженерно-сапёрный отряд аэромобильных войск (в/ч 89427), с дислокацией по соседству с Казбатом. В 2005 году было проведено укрупнение «Казбата» в «Казбриг», за счёт слияния с отдельным инженерно-сапёрным отрядом. Это была первая попытка военного руководства по созданию миротворческой бригады. При этом Казбригу присвоили условное обозначение сапёрной части (в/ч 89427). В 2008 году из-за вскрытия факта многолетних крупных финансовых хищений в Казбриге, войсковая часть снова была сокращена до миротворческого батальона «Казбат» (в/ч 28079).
В целях использования в международных миротворческих акциях, к 2007 году была подготовлена 38-я десантно-штурмовая бригада в Алма-Ате, в которую со временем вошёл ранее созданный «Казбат» (в/ч 28079). Данная бригада получила позже второе официальное название «Казбриг», что стало второй, уже успешной попыткой военного руководства в создании миротворческой бригады. Подразделения данной бригады участвовали в международных миротворческих учениях «Степной орёл», регулярно проводимых на территории Алматинской области с 2003 по 2019 годы, совместно с подразделениями из стран НАТО, Узбекистана, Кыргызстана, Таджикистана, Турции, Индии и других стран.
С августа 2003 по ноябрь 2008 года, инженерно-сапёрный отряд (по штату инженерно-сапёрный взвод разминирования) в количестве 27 человек, в порядке шестимесячной ротации находился в Ираке в составе Международных коалиционных сил по поддержанию мира и безопасности, и занимался как разминированием различных объектов так и обучением иракских военнослужащих. В ходе выполнения боевых задач по разминированию погиб капитан Кайрат Кудабаев.
С октября 2018 года, сводная рота от Казбрига численностью 120 человек в порядке шестимесячной ротации, осуществляет миротворческие действия в составе индийского миротворческого батальона в Ливане.
В ходе подавления массовых протестов в Алма-Ате и в Талдыкоргане в январе 2022 года, властями были также задействованы подразделения десантно-штурмовых войск. В ходе выполнения боевой задачи по охране здания городского акимата Алма-Аты, от рук погромщиков погиб заместитель командира по боевой подготовке 35-й десантно-штурмовой бригады подполковник Хаиров Сандибек. Двое военнослужащих 37-й десантно-штурмовой бригады были осуждены за неправомерное использование оружия, повлёкшее гибель четырёх мирных граждан в Талдыкоргане. Представители ООН выразили протест руководству республики, за факт использования военнослужащими 38-й десантно-штурмовой бригады («Казбриг»)   при наведении конституционного порядка в Алма-Ате, голубых касок с буквами «UN», которые считаются отличительными атрибутами Миротворческих сил ООН.

## Современный состав и дислокация Десантно-штурмовых войск

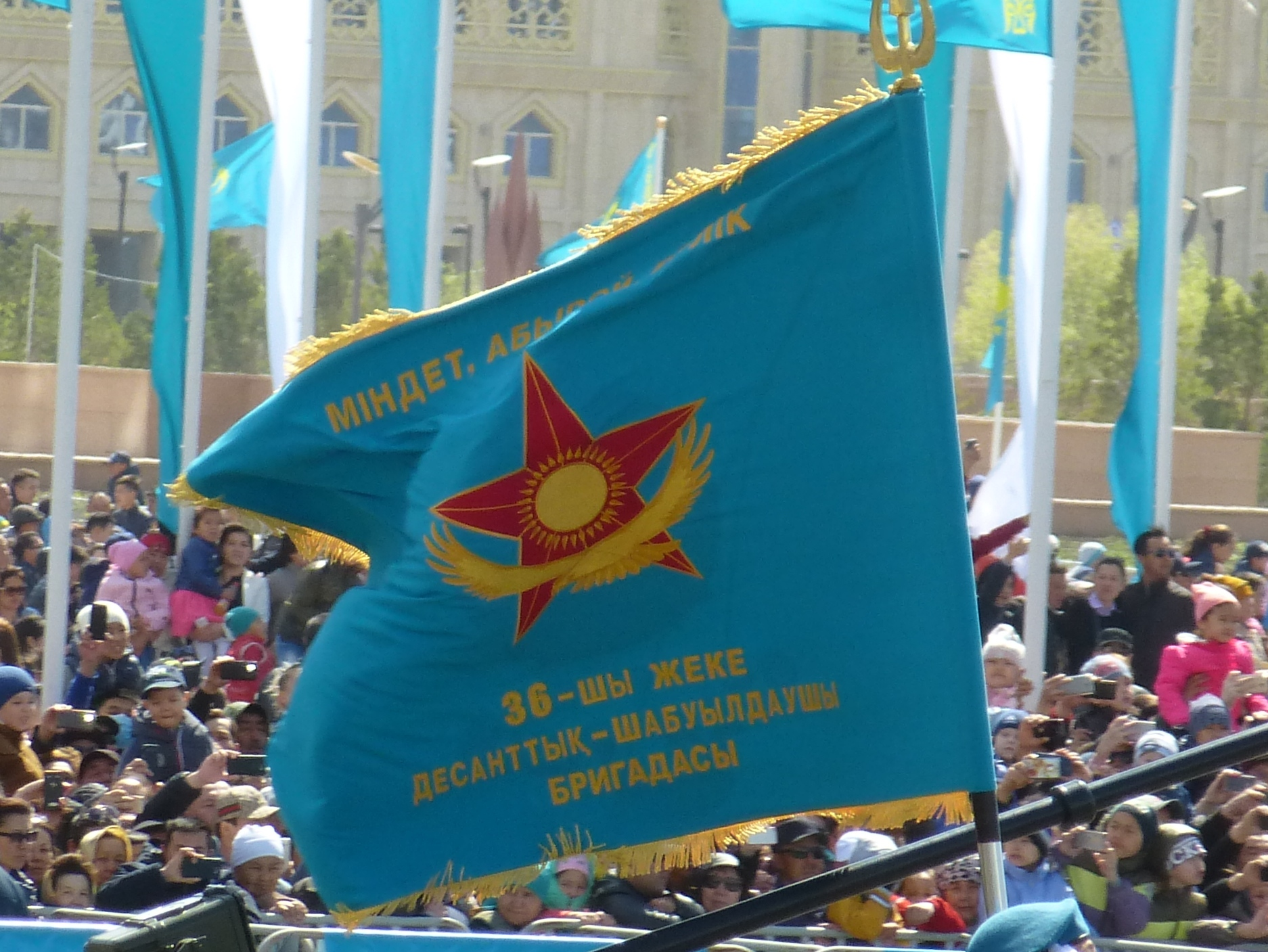
Боевое знамя 36-й отдельной десантно-штурмовой бригады.
Астана. Май 2017 год

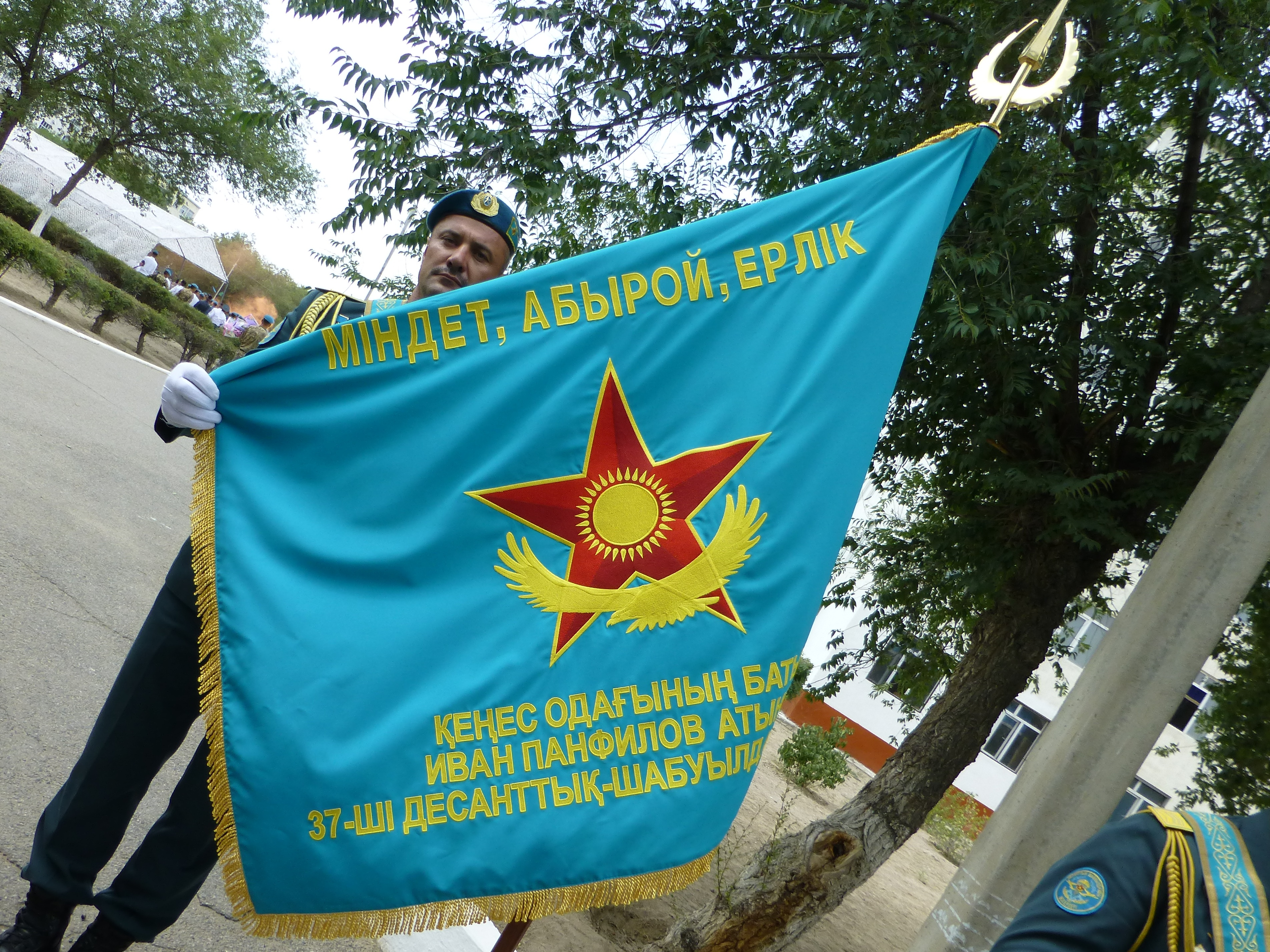
Боевое знамя 37-й десантно-штурмовой бригады имени Героя Советского Союза Ивана Панфилова. Июль 2025 год

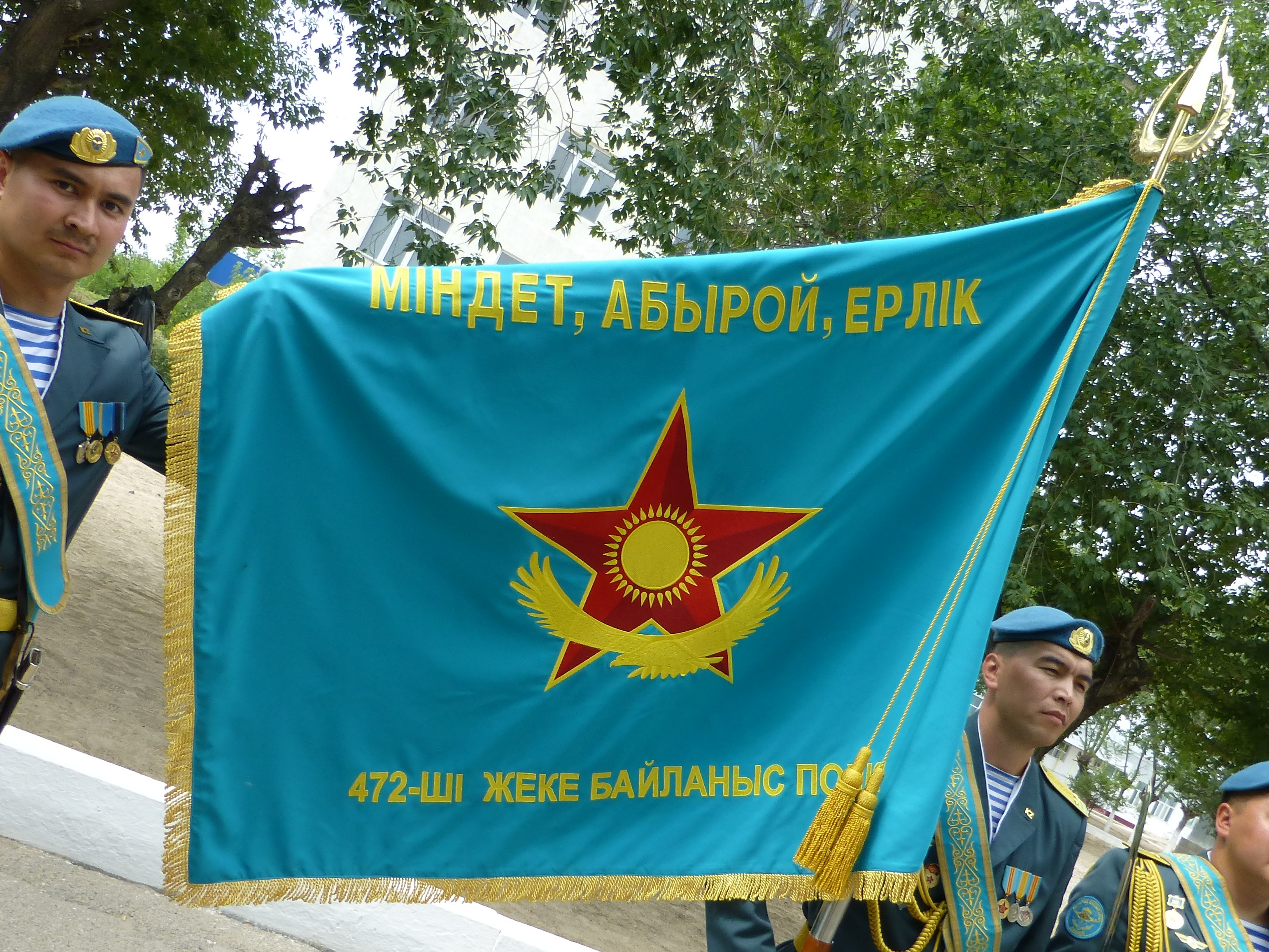
Боевое знамя 472-го отдельного полка связи Десантно-штурмовых войск

На текущий момент в состав Десантно-штурмовых войск входит:
- Управление командующего Десантно-штурмовыми войсками — г. Алма-Ата, улица Тимирязева, дом 48;
- 35-я гвардейская десантно-штурмовая бригада (в/ч 32363) — г. Конаев, Алматинская область;
- 37-я десантно-штурмовая бригада имени героя Советского Союза генерал майора И. В. Панфилова (в/ч 18404) — г. Талдыкорган, Жетысуская область;
- 38-я десантно-штурмовая бригада имени Райымбек-батыра (она же «Казбриг») (в/ч 61993) — г. Алматы
- 472-й отдельный полк связи (ранее 107-я отдельная бригада связи — в/ч 16194) — посёлок Боралдай, Илийский район Алматинской области. Часть включена в состав Аэромобильных войск в 2012 году;
- 65-й разведывательный полк (в/ч 48386) – г. Талдыкорган;
- 57-й полк материально-технического обеспечения (в/ч 12881) - г. Алматы
- ремонтно-восстановительная база (в/ч 68602) - г. Алматы
- штабной батальон (в/ч 44013) - г. Алматы
- батальон РХБЗ (в/ч 26363) - г. Конаев

До февраля 2023 года, в состав Десантно-штурмовых войск входила 36-я десантно-штурмовая бригада (в/ч 68665) дислоцированная в Астане и в н.п. Арнасай Акмолинской области. В феврале 2023 года было объявлено о её переименовании в 36-ю бригаду особого назначения, и её переводе из состава ДШВ в прямое подчинение Министерству обороны. Прежнее предназначение бригады изменилось, и теперь она служит для охраны и обороны важных стратегических объектов страны, в том числе Акорды. По другим сведениям перевод 36-й бригады в прямое подчинение Министерству обороны произошёл ещё в 2015 году
Основу 38-й отдельной десантно-штурмовой бригады («Казбриг») на современном этапе составляют 3 десантно-штурмовых батальона, которые условно можно назвать «Казбат-1», «Казбат-2» и «Казбат-3». «Казбат-1» предназначен для участия в миротворческих миссиях под эгидой ООН. «Казбат-2» предназначен для участия в миротворческих операциях в рамках Организации Договора о коллективной безопасности (ОДКБ). «Казбат-3» — резервное подразделение Казбрига.
До выделения десантно-штурмовых войск из состава Сухопутных войск и обретения статуса отдельного рода войск в апреле 2022 года, в подчинении Командования Десантно-штурмовых войск (до июля 2017 года — Аэромобильных войск), находились следующие формирования Регионального командования «Юг»:
- 9-я механизированная бригада (в/ч 74261) — г. Жаркент, Панфиловского района Алматинской области;
- 43-я танковая бригада (в/ч 12740) — село Сарыозек, Кербулакского района Алматинской области;
- 44-я артиллерийская бригада (в/ч 29108) — село Сарыозек.

При включении в составе АэМВ/ДШВ, 43-я танковая бригада была переформирована в 10-ю механизированную бригаду и некоторое время называлась как 10-я штурмовая бригада.

После выведения ДШВ из состава Сухопутных войск, все три указанные части были возвращены в состав Регионального командования «Юг».

## Командующие десантно-штурмовых войск
В разные годы Десантно-штурмовые войска (Мобильные силы, Аэромобильные войска) возглавляли следующие генералы:
- генерал-майор Еламанов Уали Бисаканович — октябрь 2001 — январь 2002;
- генерал-лейтенант Жасузаков Сакен Адилханович — январь 2002 — сентябрь 2003;
- генерал-лейтенант Майкеев Мурат Жалелович — сентябрь 2003 — август 2009;
- генерал-майор Алдабергенов Адылбек Калибекович — август 2009 — февраль 2013;
- генерал-майор Оспанов Даулет Рыскулбекович — февраль 2013 — октябрь 2015;
- генерал-майор Джумакеев Алмаз Дженишевич — октябрь 2015 — апрель 2018;
- генерал-майор Каракулов Кайдар Самигулович — апрель 2018 — май 2019;
- генерал-майор Абубакиров Каныш Асанханович — май 2019 — июнь 2021;
- генерал-майор Кучекбаев Мереке Матимович — июнь 2021 — март 2022;
- генерал-майор Джумакеев Алмаз Дженишевич — март 2022 — наст.время.